# Vlag van Atotonilco el Alto

Vlag van Atotonilco el Alto (ratio 4:7)

De vlag van Atotonilco el Alto is sinds 2021 in gebruik als vlag van de Mexicaanse gemeente Atotonilco el Alto. Hij bestaat uit twee verticale banen, een baan van goud en de andere van groen, vanaf bij de mastzijde. Met een witte dubbelkoppige adelaar en rechts in het midden het wapen van de gemeente. De vlag heeft de hoogte-breedteverhouding net als die van de Mexicaanse vlag 4:7 is.
De betekenis van de kleuren van de vlag is als volgt:
- Goud: staan voor goede hoop aan de armen.
- Groen: staan voor het landbouw bevorderen.

Tussen 2018 en 2021 is ook een afwijkende vlag toegepast.

## Historische vlaggen

Vlag van Atotonilco el Alto 2018-2021 (ratio 4:7)